# La Cour-Marigny
La Cour-Marigny là một xã trong tỉnh Loiret, vùng Centre-Val de Loire bắc trung bộ nước Pháp. Xã này nằm ở khu vực có độ cao từ mét trên mực nước biển.
Sông Solin chảy qua thị trấn.